# 2017 en els vols espacials
Aquest article és una llista d'esdeveniments de vols espacials relacionats que es van produir el 2017. En aquest any es va veure el vol inaugural del vehicle de llançament indi Geosynchronous Satellite Launch Vehicle Mark III (també anomenat LVM3) el 5 de juny i la primera prova suborbital del coet Electron de Rocket Lab, inaugurant també el Port espacial de Mahia a Nova Zelanda. El coet porta el nom en relació amb l'innovador motor Rutherford que alimenta de combustible a través de motors elèctrics amb bateria en lloc de l'habitual generador de gas i turbobomba.
La Xina va llançar un coet derivat d'un míssil, el Kaituozhe-2, el 2 de març. El SS-520-4 japonès, un coet sonda suborbital modificat per al vol orbital, va fracassar en arribar a l'òrbita al gener. Si hagués tingut èxit, hagués sigut el vehicle més petit i lleuger en situar un objecte a l'òrbita.
El famós coet rus Soiuz-U va ser retirat en la seva missió núm. 786 el 22 de febrer. El 30 de març, la missió SES-10 va ser llançada amb un primer tram de Falcon 9 ja utilitzat anteriorment, assolint una fita important en el programa de desenvolupament del sistema reutilitzable d'SpaceX; posteriorment es van reutilitzar més primers trams del mateix coet.
Després de la missió rècord de 13 anys observant Saturn, els seus anells i llunes, la sonda Cassini va ser destruïda intencionadament fent-la entrar en l'atmosfera de Saturn, el 15 de setembre de 2017.
En comparació amb el 2016, es van realitzar 5 llançaments orbitals més, que representa un augment aproximat del 8,6%.

## Vols espacials tripulats

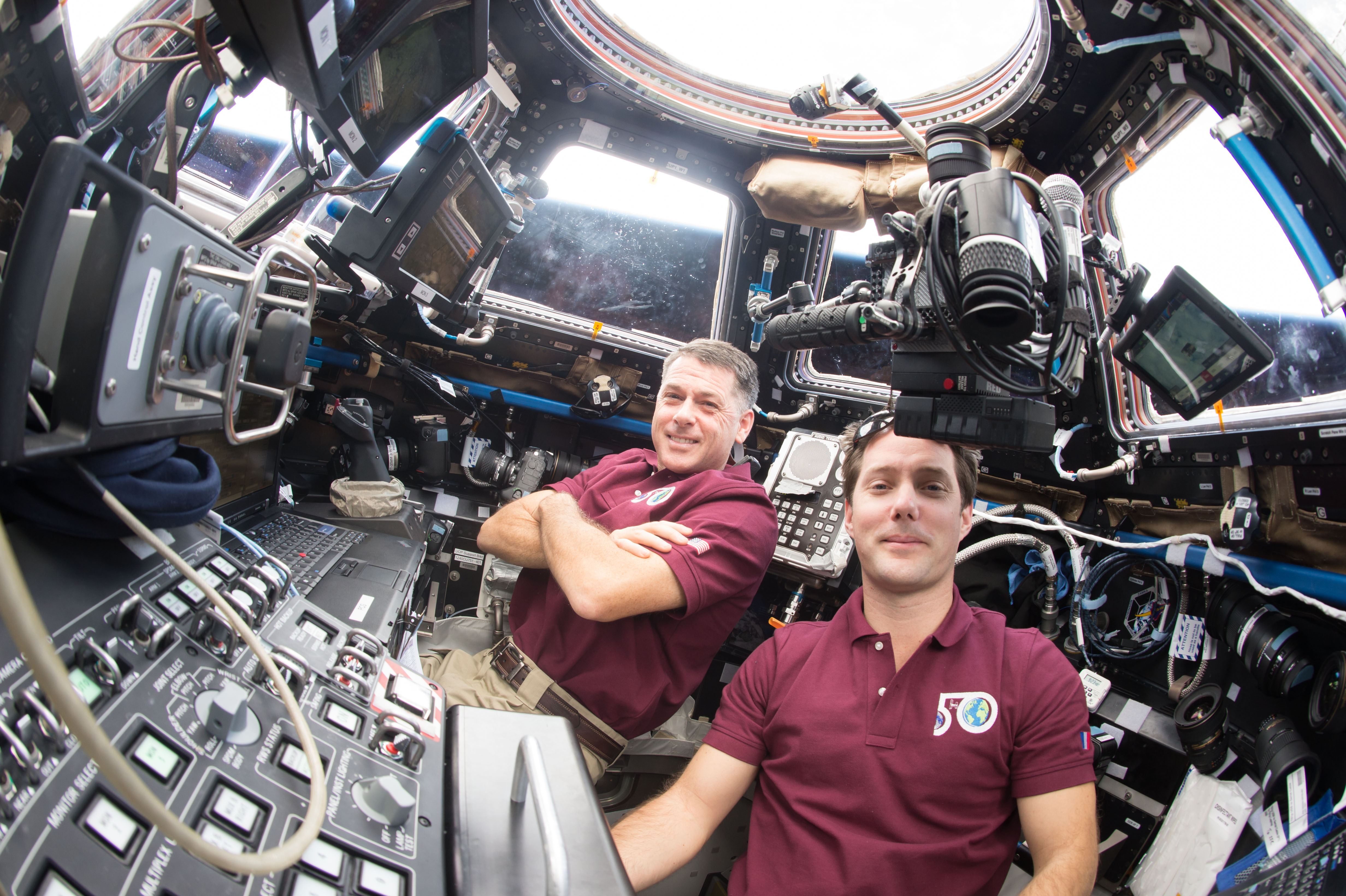
L'astronauta francès Thomas Pesquet va formar part de la tripulació de l'Estació Espacial Internacional des de novembre de 2016 fins al juny de 2017.

La Xina va llançar per primera vegada el 20 d'abril la nau espacial de subministrament no tripulada Tianzhou que va ser responsable d'abastir l'estació espacial xinesa Tiangong 2. Es va acoblar automàticament a l'estació espacial xinesa Tiangong 2 no ocupada i va proveir de combustible. Es va desacoblar i després va realitzar en els següents mesos altres dos amarratges automàtics. Després d'haver complert els seus objectius, va deixar l'estació espacial una última vegada i es va destruir durant la seva reentrada a l'atmosfera el 22 de setembre de 2017.

## Exploració no tripulada

### Sondes interplanetàries
19 sondes espacials van estar actives al sistema solar durant el 2017.
Venus:
- La sonda espacial japonesa Akatsuki va continuar la seva recopilació de dades sobre l'atmosfera d'aquest planeta.

Dues naus espacials van continuar estudiant la Lluna: 
- L'orbitador estatunidenc Lunar Reconnaissance Orbiter té suficient propulsor per continuar la seva missió durant diversos anys;
- El mòdul de descens Chang'e 3 va continuar funcionant. D'altra banda, l'estat del rover Yutu es va trobar inactiu

Mart:
- La sonda europea ExoMars Trace Gas Orbiter no va tenir activitat científica durant el 2017 perquè aquest any es va dedicar a la realització de maniobres d'aerofrenada destinades per transformar la seva alta òrbita el·líptica a una òrbita circular baixa de 400 km. A aquest efecte, diverses maniobres durant el febrer i el març van resultar en un perigeu de 33.000 a 115 km per permetre que l'atmosfera marciana contribueixi a reduir el seu apogeu en cada passada.
- L'orbitador Mars Odyssey, el satèl·lit més antic de la "flota" marciana va continuar el seu estudi sobre la superfície del planeta i és el principal relé de les dades enviades pel rover Opportunity;
- L'orbitador MRO es va centrar principalment en les variacions estacionals de l'atmosfera i la superfície de Mart;
- MAVEN va començar el seu segon any marcià (=2 anys terrestres) d'estudi de l'atmosfera marciana i va tenir un paper creixent en la retransmissió de dades recopilades pels rovers cap a la Terra;
- Mars Express, en la seva sisena extensió de missió va dur a terme un estudi de l'atmosfera de Mart juntament amb MAVEN fent simultàniament ocultacions de ràdio.
- L'orbitador indi Mars Orbiter Mission va continuar el seu estudi de Mart. No obstant això, és més aviat una prova tecnològica;
- El rover Opportunity va continuar la seva exploració del cràter Endeavour ;
- El rover Curiosity va continuar el seu ascens al mont Sharp. Des de desembre de 2016, el trepant i el mecanisme de recuperació d la mostres ja no funcionen, cosa que prohibeix qualsevol anàlisi del sòl pels dos instruments principals del rover (CheMin i SAM). Els enginyers de la NASA van provar una solució el 2018. Mentrestant, l'astromòbil va continuar pujant al mont Sharp utilitzant els instruments que segueixen sent operatius[5]

Asteroides:
- Dawn va continuar la seva missió al voltant de l'asteroide (1) Ceres i va conservar suficient propulsor per seguir fins al 2018.
- La missió estatunidenca de retorn de mostres d'asteroide OSIRIS-REx va continuar el trànsit cap a l'asteroide (101955) Benou. El 23 de setembre, va modificar la seva trajectòria mitjançant l'assistència gravitacional a la Terra gràcies a un sobrevol amb una distància de 17.000 km.
- La missió japonesa de retorn de mostres d'asteroide Hayabusa 2 va continuar el trànsit a Ryugu.

Planetes externs: 
- La sonda espacial Cassini-Huygens va completar la seva missió amb un estudi dels anells i satèl·lits més propers de Saturn sobrevolant-los a poca distància. El 15 de setembre, es va destruir deliberadament modificant la seva trajectòria per tal que travessés l'atmosfera de Saturn;[6]
- La sonda espacial Juno en òrbita al voltant de Júpiter no va poder modificar la seva òrbita com s'esperava a conseqüència de problemes amb les vàlvules d'alimentació. El problema va ser investigat des de principis de 2017 i es va determinar que només podria fer set sobrevols del planeta durant el 2017;
- New Horizons va completar la transmissió de les dades recollides durant el sobrevol del sistema plutonià i va continuar la ruta per sobrevolar un petit cos del cinturó de Kuiper amb data d'arribada el 2020. Es va activar el mode d'hibernació però es va desactivar en dos períodes, a l'inici i al final de l'any durant el qual es van fer observacions d'objectes coneguts del cinturó de Kuiper;
- Les sondes Voyager 1 i Voyager 2 van continuar allunyant-se del sol. Llavors es trobaven respectivament a 137,2 i 113,9 ua del sol.

### Satèl·lits científics
Només s'ha posat en òrbita un sol satèl·lit científic el 2017.
- HXMT: Telescopi espacial xinès de raigs X

Es va implementar un important instrument científic a bord de l'Estació Espacial Internacional.
- NICER: és un petit observatori raigs X de la NASA.

### Llançadors

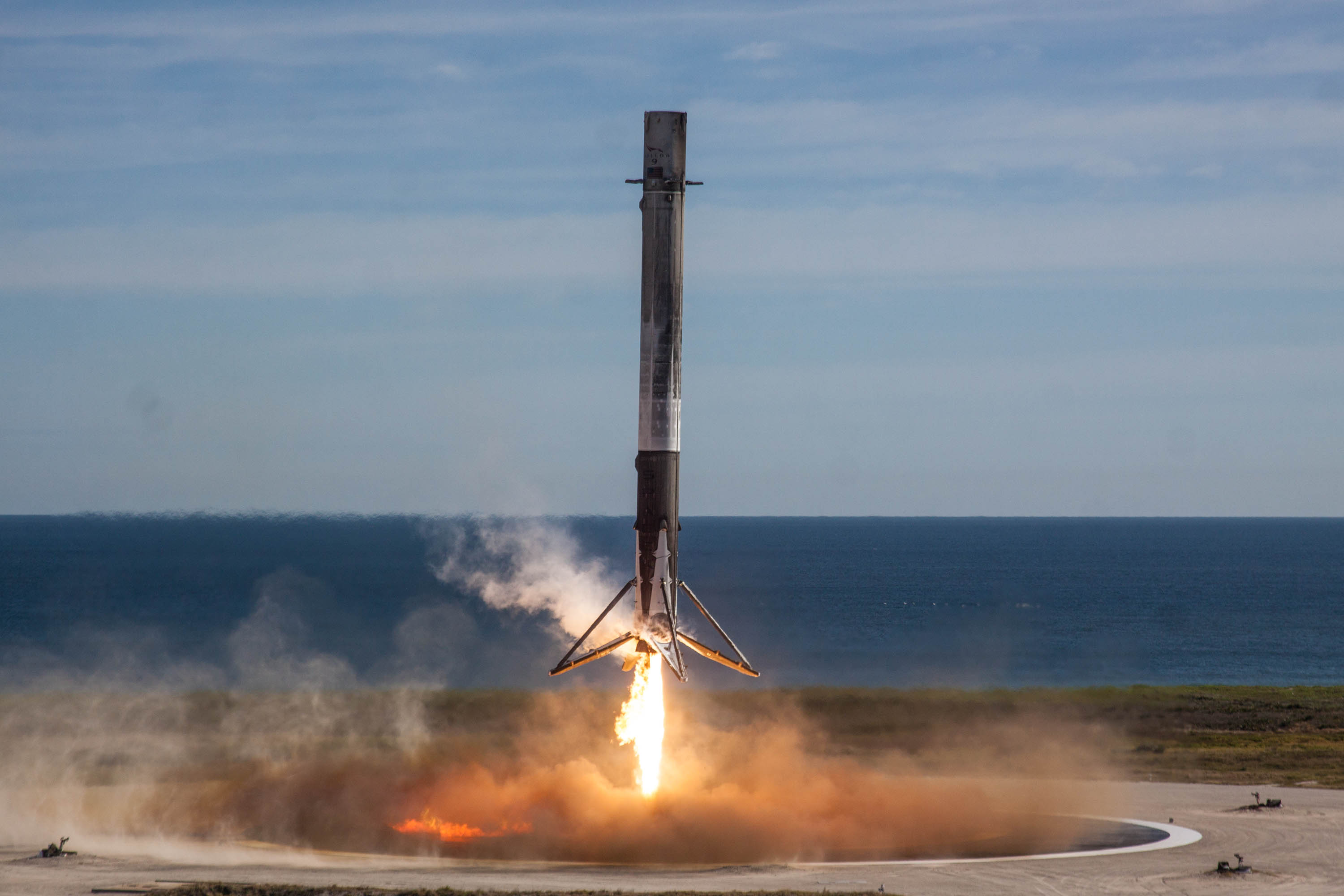
Aterratge de la primera etapa del llançador Falcon 9 després del seu llançament el desembre de 2017.

Durant aquest any es van realitzar 90 llançaments orbitals, el segon any amb més llançaments del segle xxi després de l'any 2014 (92 llançaments). Els Estats Units van prendre el lideratge amb 29 llançaments (+1 en comparació amb l'any anterior), Rússia el segueix amb 21 llançaments i la Xina pren el tercer lloc amb 18. La taxa d'èxit de llançament de 2017 és inferior a la mitjana dels últims anys, amb una taxa de fracàs del 6,7%, incloent cinc fracassos totals (Soiuz, Llarga Marxa 5, PSLV, SS-520-4, Electron), 1 fracàs parcial (Llarga Marxa 3B i una anomalia durant un dels llançaments. Només Europa i els Estats Units van tenir una taxa d'èxit del 100%:
- Tot i que SpaceX va tornar a retardar el primer vol del seu llançador pesant Falcon Heavy, el 2017 va ser un gran any per a l'empresa californiana. Va llançar 18 exemplars del seu llançador Falcon 9 que representa el 20% de tots els vols de l'any. La primera etapa es va recuperar 14 vegades (taxa d'èxit del 100%) i cinc vols es van realitzar amb etapes recuperades.
- L'ISRO, l'agència espacial índia va llançar amb èxit per primera vegada una versió més potent del seu llançador pesant GSLV Mk.III passant la seva càrrega útil en òrbita de transferència geoestacionària de 2,35 a 4 tones.[8] Però el seu altre llançador, el coet PSLV va tenir el seu primer fracàs el 31 d'agost després d'un continu èxit durant un període de 20 anys. Després de l'encesa de la segona etapa, l'expulsió del carenat va fallar. La segona i la tercera etapa del llançador va penalitzar la massa addicional (1150 kg) sense aconseguir arribar a la velocitat esperada. La quarta etapa va funcionar fins que el combustible es va esgotar sense poder compensar aquesta diferència de velocitat. El llançador va situar el satèl·lit en una òrbita 167,4 x 6554,8 km inútil.[9] Aquest llançador va establir un nou rècord de la quantitat de càrregues disponibles en un sol vol, deixant anar 104 satèl·lits a un sol llançament (en la seva majoria CubeSats). El rècord anterior va ser de 37 satèl·lits.
- La Xina va fallar en el segon vol del seu llançador pesant Llarga Marxa 5 a causa del fracàs estructural d'una turbobomba d'un motor YF-77 de la primera etapa. La immobilització del llançador té importants conseqüències en el calendari de l'ambiciós programa d'exploració lunar del país: el llançament de la missió de retorn lunar Chang'e 5 previst pel 2017 va ser ajornat fins al 2019, mentre que les dates per al llançament del primer mòdul de la gran estació espacial xinesa així com la nau marciana (2020) estan amenaçades.[10] A més, un llançador Llarga Marxa 3B, va fallar el 18 de juny del seu sistema de control de la seva actitud, que va fer posar el seu satèl·lit geoestacionari en una òrbita inferior a l'esperada, obligant-lo a maniobrar per arribar a la seva destinació, però retallant 10 anys de la vida útil.[7]
- El llançador lleuger neozelandès Electron va efectuar el seu primer vol el 25 de maig de 2017, però el llançament va fallar a conseqüència de la pèrdua de contacte amb el llançador a causa d'un error de programació.[11]
- El Japó va volar per primera vegada el SS-520-4, un coet sonda reconvertit en un llançador de nano-satèl·lits: una massa de 2,6 tones en la seva versió original) amb una tercera etapa per poder col·locar una petita càrrega útil (4 kg) en òrbita baixa.[12] Però el vol va ser un fracàs com a resultat del tall d'un cable elèctric.[13] El llançador es va tornar a provar a principis de 2018.
- Rússia va llançar per última vegada el coet Soiuz-U el primer vol del qual data de 1973 i s'ha utilitzat gairebé 780 vegades.

## Programes nacionals

### Programa espacial francès
El pressupost de l'agència espacial francesa, el CNES, va estar en fort creixent el 2017 (+10 %) i va ascendir a 2,3 bilions d'euros, dels quals 833 milions d'euros es van dedicar a projectes gestionats per l'Agència espacial europea (ESA). Entre els projectes llançats el 2017 hi va haver el desenvolupament del motor de coet Prometheus (ignició reutilitzable utilitzant Metà Lox), que va rebre el suport de l'ESA, el desenvolupament tecnològic VHTS (comunicacions de molt alta velocitat) i el desenvolupament de noves tècniques per a satèl·lits d'observació terrestre basat en òptiques adaptatives i matrius CMOS en comptes de CCD.

### Programa espacial europeu
El programa de desenvolupament del nou llançador Ariane 6 va aconseguir fites decisives el 2017. El primer model de vol es va ordenar al desembre. Les proves de la versió del motor Vulcain que pel llançador va ser provat en banc de proves a principis de 2018, els motors Vinci uns pocs mesos més tard i l'etapa superior completa el 2019. Al maig de 2016, un primer exemplar de l'accelerador de combustible sòlid, el P120C també es va provar en el banc de proves. La missió LISA amb l'objectiu d'identificar les ones gravitacionals i de localitzar les seves fonts, es va seleccionar per convertir-se en la tercera missió pesant del programa Cosmic Vision. El llançament de la missió utilitzarà una constel·lació de tres satèl·lits que mesuren per interferometria làser les variacions del camp gravitacional. El seu llançament està previst el 2034. Europa va començar a comprometre pressupostos a dues altres naus espacials; la versió C del llançador lleuger Vega que podrà col·locar 3 tones en òrbita baixa gràcies a una nova etapa superior desenvolupada per Avio (Itàlia) i un avió espacial Space Rider que pren el relleu del demostrador tecnològic IXV i podria transportar 800 kg d'experiments en el seu suport per a missions a l'espai abans de tornar a aterrar a la Terra.

### Programa espacial estatunidenc

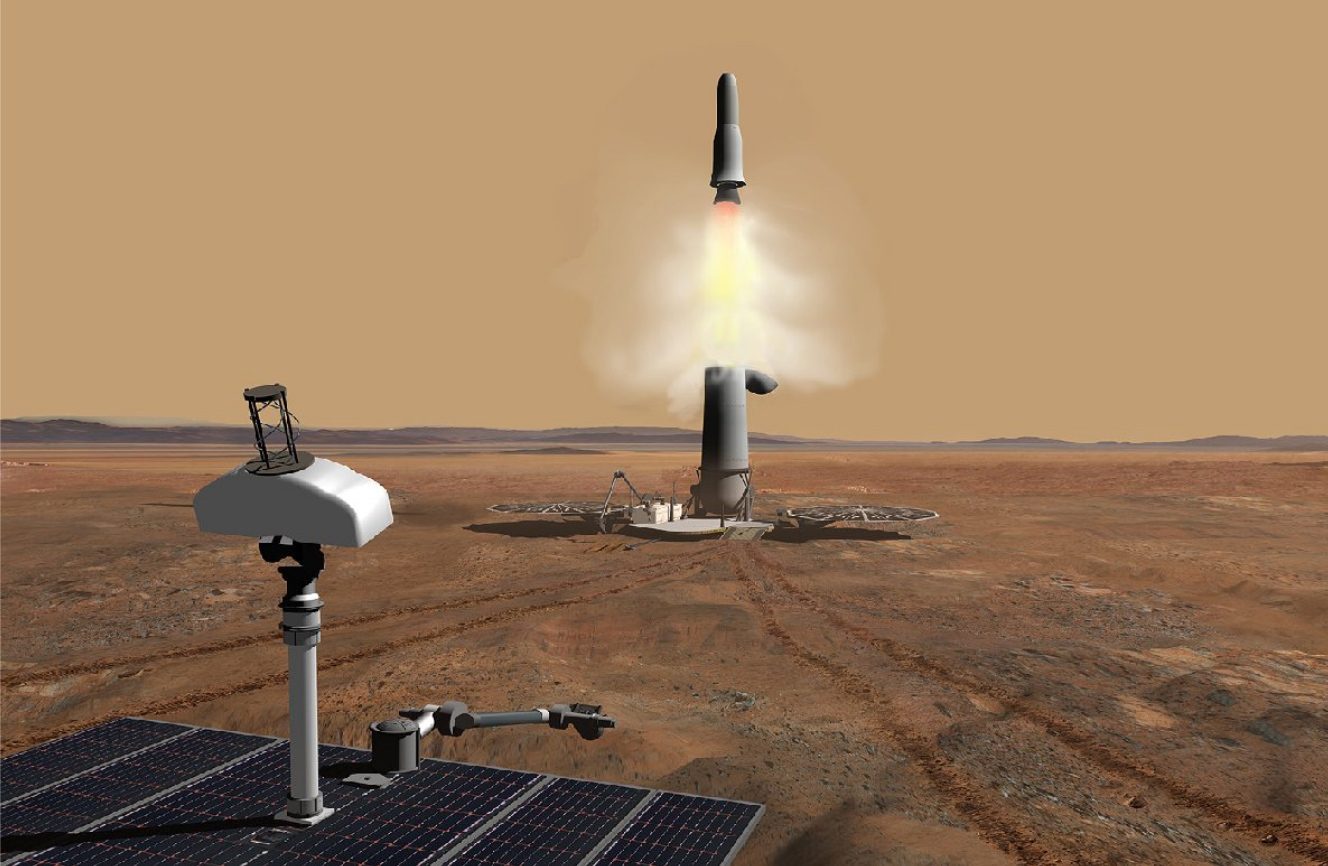
Un coet s'enlaira de Mart amb les mostres de sòl marcià a bord recollides per un rover (recreació artística).

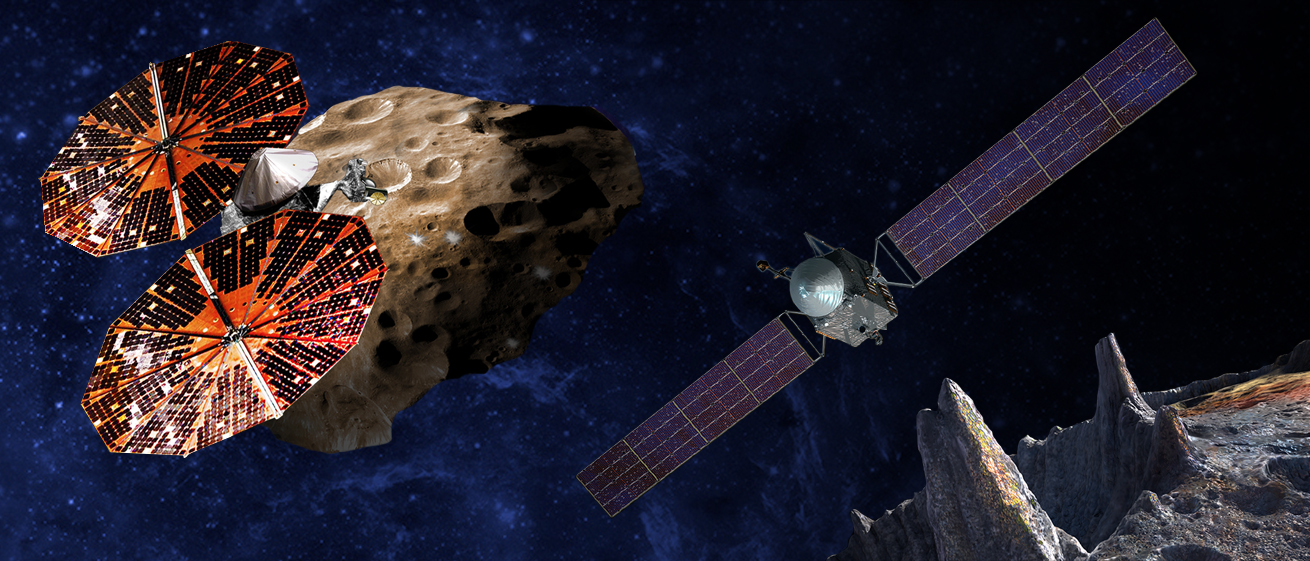
Lucy i Psyche, les dues missions del programa Discovery seleccionades el 2017 (recreació artística).

Un pressupost creixent alineat amb les conviccions del nou president estatunidenc
El pressupost de la NASA va pujar a 19.500 milions de dòlars estatunidencs (+10 %). El programa d'exploració del sistema solar es troba entre els guanyadors (19.500 milions de dòlars estatunidencs, mentre que el pla d'administració d'Obama era de 13.900 milions), que permet finançar la missió Europa Clipper. D'altra banda, el mòdul de descens desitjat pel Congrés dels Estats Units, que havia de ser situat sobre Europa. El president Trump que és climatoescèptic va aprovar un pressupost de la NASA amb una reducció del component d'observació de la Terra (10%) i es van cancel·lar cinc projectes de satèl·lit o d'instruments. De manera simbòlica, la NASA ja no té pressupost per comunicar-se amb els joves, destinats, en particular, a atraure-los a les carreres científiques. En el camp del vol tripulat, la missió Asteroid Redirect Mission que era part del camí flexible, concepte introduït després de la cancel·lació del programa Constellation, es va cancel·lar.
Selecció de futures missions d'exploració del sistema solar
Al gener, la NASA va seleccionar, després d'un procés iniciat al febrer de 2014, les dues missions que es destinaran a les properes missions espacials a asteroides: Lucy per ser llançat el 2021 i Psyche el 2023. Al desembre, la NASA va seleccionar els dos finalistes entre els quals es farà el 2019 l'elecció de la quarta missió del programa New Frontiers (llançar el 2025). CAESAR pretén retornar mostres de la Terra del cometa 67P/Txuriúmov-Herassimenko en un o més llocs del nucli, així com a la cua del cometa. Dragonfly és una aeronau d'ala giratòria que durà a terme diversos vols curts per estudiar la baixa atmosfera i la superfície de Tità, la lluna més gran de Saturn.
Reactivació de la missió de retorn de mostres de Mart
Els funcionaris de la NASA van reactivar el projecte de 2017 de retorn de mostres marcianes sense, però, proporcionar un pressupost significatiu. El mars 2020, un rover amb tasques de recollida de mostres de sòl programat per al seu llançament el 2020 es va constituir el primer pas d'aquest projecte però no es va identificar clarament fins llavors. El retorn d'aquestes mostres per a l'anàlisi en laboratoris terrestres és, no obstant això, un dels objectius prioritaris identificats per l'informe. Planetary Science Decadal Survey publicat el 2011 per la comissió dels EUA per establir plans a llarg termini per a la investigació espacial mundial. El bloqueig és bàsicament pressupostari perquè la devolució de les mostres requereix el llançament de dues missions complexes on el cost es valora respectivament en 4 i 2 mil milions de dòlars estatunidencs. Aquestes quantitats no encaixen en els sobres pressupostaris de l'agència espacial majoritàriament monopolitzats per noves missions ja planificades (Europa Clipper, la quarta missió del programa New Frontiers). El projecte també posa en relleu la necessitat d'un satèl·lit de transmissió entre equips basats en sòl marcià i la Terra, mentre que cap altra missió d'aquest tipus ha estat finançada fins llavors.

### Programa espacial xinès
La Xina, que té previst enviar una sonda espacial complexa (orbitador i astromòbil) a Mart el 2020, va anunciar el 2017 que desenvoluparà una missió per retornar mostres marcianes amb una data de llançament programada a finals de la dècada de 2020. Contràriament a l'escenari de la NASA, la missió seria única, però es basaria en l'ús del hipotètic llançador pesant Llarga Marxa 9 capaç de situar 100 tones en òrbita baixa.

## Llançaments orbitals
| ← Gen · Feb · Mar · Abr · Mai · Jun · Jul · Aug · Set · Oct · Nov · Des → |

| ← Gen · Feb · Mar · Abr · Mai · Jun · Jul · Aug · Set · Oct · Nov · Des → |

| ← Gen · Feb · Mar · Abr · Mai · Jun · Jul · Aug · Set · Oct · Nov · Des → |

| ← Gen · Feb · Mar · Abr · Mai · Jun · Jul · Aug · Set · Oct · Nov · Des → |

| ← Gen · Feb · Mar · Abr · Mai · Jun · Jul · Aug · Set · Oct · Nov · Des → |

| ← Gen · Feb · Mar · Abr · Mai · Jun · Jul · Aug · Set · Oct · Nov · Des → |

| ← Gen · Feb · Mar · Abr · Mai · Jun · Jul · Aug · Set · Oct · Nov · Des → |

| ← Gen · Feb · Mar · Abr · Mai · Jun · Jul · Aug · Set · Oct · Nov · Des → |

| ← Gen · Feb · Mar · Abr · Mai · Jun · Jul · Aug · Set · Oct · Nov · Des → |

| ← Gen · Feb · Mar · Abr · Mai · Jun · Jul · Aug · Set · Oct · Nov · Des → |

| ← Gen · Feb · Mar · Abr · Mai · Jun · Jul · Aug · Set · Oct · Nov · Des → |

| ← Gen · Feb · Mar · Abr · Mai · Jun · Jul · Aug · Set · Oct · Nov · Des → |

## Llançaments suborbitals
| Data i hora (UTC)     | Coet | Coet                                              | Plataforma de llançament                            | Plataforma de llançament                            | LSP                                               | LSP                                               |
| --------------------- | --- | ------------------------------------------------- | --------------------------------------------------- | --------------------------------------------------- | ------------------------------------------------- | ------------------------------------------------- |
| Data i hora (UTC)     | Càrrega útil                                                                                               | Operador                                          | Òrbita                                              | Funció                                              | Deteriorament (UTC)                               | Resultat                                          |
| Data i hora (UTC)     | Comentaris                                                                                                 |                                                   |                                                     |                                                     |                                                   |                                                   |
| 15 de gener           | DF-5C | DF-5C                                             | Taiyuan Satellite Launch Center                     | Taiyuan Satellite Launch Center                     | PLARF                                             | PLARF                                             |
| 15 de gener           | | PLARF                                             | Suborbital                                          | Prova de míssil                                     | 15 de gener                                       | Reeixit                                           |
| 16 de gener           | RS-12M Topol                                                                                               | RS-12M Topol                                      | Plesetsk                                            | Plesetsk                                            | RVSN                                              | RVSN                                              |
| 16 de gener           | | RVSN                                              | Suborbital                                          | Prova de míssil                                     | 16 de gener                                       | Reeixit                                           |
| 23 de gener 02:30     | VSB-30 | VSB-30                                            | Esrange                                             | Esrange                                             | DLR / SSC                                         | DLR / SSC                                         |
| 23 de gener 02:30     | / MAIUS-1                                                                                                  | DLR / SSC                                         | Suborbital                                          | Microgravetat                                       | 23 de gener                                       | Reeixit                                           |
| 23 de gener 02:30     | Apogeu: 238 km                                                                                             |                                                   |                                                     |                                                     |                                                   |                                                   |
| 24 de gener           | Ababeel | Ababeel                                           | ?                                                   | ?                                                   | ASFC                                              | ASFC                                              |
| 24 de gener           | | ASFC                                              | Suborbital                                          | Prova de míssil                                     | 24 January                                        | Reeixit                                           |
| 25 de gener           | Black Sparrow                                                                                              | Black Sparrow                                     | F-15 Eagle, Israel                                  | F-15 Eagle, Israel                                  | IAF                                               | IAF                                               |
| 25 de gener           | | IAI/IDF                                           | Suborbital                                          | Prova d'objectiu de míssil                          | 25 de gener                                       | Reeixit                                           |
| 25 de gener           | Objectiu DST-5, es va interceptar amb èxit                                                                 |                                                   |                                                     |                                                     |                                                   |                                                   |
| 25 de gener           | Stunner | Stunner                                           | Base aèria de Palmachim                             | Base aèria de Palmachim                             | IAF                                               | IAF                                               |
| 25 de gener           | | IAI/IDF                                           | Suborbital                                          | Prova de míssil                                     | 25 de gener                                       | Reeixit                                           |
| 25 de gener           | Interceptor de DST-5                                                                                       |                                                   |                                                     |                                                     |                                                   |                                                   |
| 27 de gener 13:45:00  | Black Brant IX                                                                                             | Black Brant IX                                    | Poker Flat Research Range                           | Poker Flat Research Range                           | NASA                                              | NASA                                              |
| 27 de gener 13:45:00  | PolarNOx                                                                                                   | Virginia Tech                                     | Suborbital                                          | Investigació de la termosfera                       | 27 de gener                                       | Reeixit                                           |
| 27 de gener 13:45:00  | Apogeu: 283 km.                                                                                            |                                                   |                                                     |                                                     |                                                   |                                                   |
| 29 de gener           | Khorramshahr                                                                                               | Khorramshahr                                      | Semnan                                              | Semnan                                              | Forces Armades de la República Islàmica de l'Iran | Forces Armades de la República Islàmica de l'Iran |
| 29 de gener           | | Forces Armades de la República Islàmica de l'Iran | Suborbital                                          | Prova de míssil                                     | 29 de gener                                       | Error de llançament                               |
| 29 de gener           | El míssil va volar 600 milles abans d'explotar. La prova d'un vehicle de reentrada va fallar.              |                                                   |                                                     |                                                     |                                                   |                                                   |
| 4 de febrer 8:30:00   | MRBM | MRBM                                              | Pacific Missile Range Facility                      | Pacific Missile Range Facility                      | MDA                                               | MDA                                               |
| 4 de febrer 8:30:00   | SFTM-01 Target                                                                                             | MDA                                               | Suborbital                                          | Objectiu de radar                                   | 4 de febrer                                       | Reeixit                                           |
| 4 de febrer 8:30:00   | Objectiu de míssil balístic per a la seva intercepció                                                      |                                                   |                                                     |                                                     |                                                   |                                                   |
| 4 de febrer ~8:30:00  | SM-3 | SM-3                                              | USS John Paul Jones, Kauai                          | USS John Paul Jones, Kauai                          | MDA                                               | MDA                                               |
| 4 de febrer ~8:30:00  | SFTM-01 Interceptor                                                                                        | MDA                                               | Suborbital                                          | Vol de prova                                        | 4 de febrer                                       | Reeixit                                           |
| 4 de febrer ~8:30:00  | Interceptor de míssil balístic                                                                             |                                                   |                                                     |                                                     |                                                   |                                                   |
| 9 de febrer 7:38:59   | Minuteman-III                                                                                              | Minuteman-III                                     | Vandenberg Air Force Base LF-10                     | Vandenberg Air Force Base LF-10                     | Força Aèria dels EUA                              | Força Aèria dels EUA                              |
| 9 de febrer 7:38:59   | | Força Aèria dels Estats Units d'Amèrica           | Suborbital                                          | Vol de prova                                        | 9 de febrer                                       | Reeixit                                           |
| 16 de febrer          | UGM-133 Trident II                                                                                         | UGM-133 Trident II                                | USS Ohio (SSGN-726), Pacific Missile Range Facility | USS Ohio (SSGN-726), Pacific Missile Range Facility | Marina dels EUA                                   | Marina dels EUA                                   |
| 16 de febrer          | | Marina dels EUA                                   | Suborbital                                          | Prova de míssil                                     | 9 de febrer                                       | Reeixit                                           |
| 16 de febrer          | Seguiment de la Prova d'Avaluació del Comandament 53                                                       |                                                   |                                                     |                                                     |                                                   |                                                   |
| 16 de febrer          | UGM-133 Trident II                                                                                         | UGM-133 Trident II                                | USS Ohio (SSGN-726), Pacific Missile Range Facility | USS Ohio (SSGN-726), Pacific Missile Range Facility | Marina dels EUA                                   | Marina dels EUA                                   |
| 16 de febrer          | | Marina dels EUA                                   | Suborbital                                          | Prova de míssil                                     | 9 de febrer                                       | Reeixit                                           |
| 16 de febrer          | Seguiment de la Prova d'Avaluació del Comandament 53                                                       |                                                   |                                                     |                                                     |                                                   |                                                   |
| 16 de febrer          | UGM-133 Trident II                                                                                         | UGM-133 Trident II                                | USS Ohio (SSGN-726), Pacific Missile Range Facility | USS Ohio (SSGN-726), Pacific Missile Range Facility | Marina dels EUA                                   | Marina dels EUA                                   |
| 16 de febrer          | | Marina dels EUA                                   | Suborbital                                          | Prova de míssil                                     | 9 de febrer                                       | Reeixit                                           |
| 16 de febrer          | Seguiment de la Prova d'Avaluació del Comandament 53                                                       |                                                   |                                                     |                                                     |                                                   |                                                   |
| 16 de febrer          | UGM-133 Trident II                                                                                         | UGM-133 Trident II                                | USS Ohio (SSGN-726), Pacific Missile Range Facility | USS Ohio (SSGN-726), Pacific Missile Range Facility | Marina dels EUA                                   | Marina dels EUA                                   |
| 16 de febrer          | | Marina dels EUA                                   | Suborbital                                          | Prova de míssil                                     | 9 de febrer                                       | Reeixit                                           |
| 16 de febrer          | Seguiment de la Prova d'Avaluació del Comandament 53                                                       |                                                   |                                                     |                                                     |                                                   |                                                   |
| 22 de febrer 10:14:00 | Black Brant IX                                                                                             | Black Brant IX                                    | Poker Flat Research Range                           | Poker Flat Research Range                           | NASA                                              | NASA                                              |
| 22 de febrer 10:14:00 | ISINGLASS                                                                                                  | Dartmouth College                                 | Suborbital                                          | Investigació de la ionosfera                        | 22 de febrer                                      | Reeixit                                           |
| 22 de febrer 10:14:00 | [ 94 ] |                                                   |                                                     |                                                     |                                                   |                                                   |
| 1 de març             | Black Brant IX                                                                                             | Black Brant IX                                    | Poker Flat Research Range                           | Poker Flat Research Range                           | NASA                                              | NASA                                              |
| 1 de març             | JETS | Goddard Space Flight Center                       | Suborbital                                          | Investigació de la magnetosfera                     | 1 de març                                         | Reeixit                                           |
| 1 de març             | Apogeu: 330 km.                                                                                            |                                                   |                                                     |                                                     |                                                   |                                                   |
| 1 de març             | Black Brant IX                                                                                             | Black Brant IX                                    | Poker Flat Research Range                           | Poker Flat Research Range                           | NASA                                              | NASA                                              |
| 1 de març             | JETS | Goddard Space Flight Center                       | Suborbital                                          | Investigació de la magnetosfera                     | 1 de març                                         | Reeixit                                           |
| 1 de març             | Apogeu: 190 km.                                                                                            |                                                   |                                                     |                                                     |                                                   |                                                   |
| 1 de març             | Black Brant IX                                                                                             | Black Brant IX                                    | Poker Flat Research Range                           | Poker Flat Research Range                           | NASA                                              | NASA                                              |
| 1 de març             | ISINGLASS                                                                                                  | Dartmouth College                                 | Suborbital                                          | Investigació de la ionosfera                        | 1 de març                                         | Reeixit                                           |
| 1 de març             | Apogeu: 365 km.                                                                                            |                                                   |                                                     |                                                     |                                                   |                                                   |
| 17 de març            | Hyunmoo-2B                                                                                                 | Hyunmoo-2B                                        | Anheung Test Site                                   | Anheung Test Site                                   | ADD                                               | ADD                                               |
| 17 de març            | | ADD                                               | Suborbital                                          | Prova de míssil                                     | 17 de març                                        | Reeixit                                           |
| 7 d'abril 09:30       | Maxus | Maxus                                             | Esrange                                             | Esrange                                             | EuroLaunch                                        | EuroLaunch                                        |
| 7 d'abril 09:30       | / MAXUS-9                                                                                                  | ESA / SSC                                         | Suborbital                                          | Microgravetat                                       | 7 d'abril                                         | Reeixit                                           |
| 7 d'abril 09:30       | Apogeu: 678 km                                                                                             |                                                   |                                                     |                                                     |                                                   |                                                   |
| 26 d'abril            | Minuteman-III                                                                                              | Minuteman-III                                     | Vandenberg Air Force Base LF-09                     | Vandenberg Air Force Base LF-09                     | Força Aèria dels EUA                              | Força Aèria dels EUA                              |
| 26 d'abril            | | Força Aèria dels Estats Units d'Amèrica           | Suborbital                                          | Vol de prova                                        | 26 d'abril                                        | Reeixit                                           |
| 3 de maig             | Minuteman-III                                                                                              | Minuteman-III                                     | Vandenberg Air Force Base LF-04                     | Vandenberg Air Force Base LF-04                     | Força Aèria dels EUA                              | Força Aèria dels EUA                              |
| 3 de maig             | | Força Aèria dels Estats Units d'Amèrica           | Suborbital                                          | Vol de prova                                        | 3 de maig                                         | Reeixit                                           |
| 5 de maig             | Black Brant IX                                                                                             | Black Brant IX                                    | White Sands Missile Range                           | White Sands Missile Range                           | NASA                                              | NASA                                              |
| 5 de maig             | RAISE 3 | Southwest Research Institute                      | Suborbital                                          | Investigació solar                                  | 5 de maig                                         | Reeixit                                           |
| 5 de maig             | Apogeu: 296 km.                                                                                            |                                                   |                                                     |                                                     |                                                   |                                                   |
| 13 de maig            | VSB-30 | VSB-30                                            | Esrange                                             | Esrange                                             | DLR / SSC                                         | DLR / SSC                                         |
| 13 de maig            | MAPHEUS-6                                                                                                  | DLR                                               | Suborbital                                          | Demostració tecnològica                             | 13 de maig                                        | Reeixit                                           |
| 13 de maig            | Apogeu: 254 km                                                                                             |                                                   |                                                     |                                                     |                                                   |                                                   |
| 14 de maig            | Hwasong-12                                                                                                 | Hwasong-12                                        | Kusong                                              | Kusong                                              | Força Estratègica de Coets de Corea               | Força Estratègica de Coets de Corea               |
| 14 de maig            | ? | Força Estratègica de Coets de Corea               | Suborbital                                          | Prova de míssil                                     | 14 de maig                                        | Reeixit                                           |
| 14 de maig            | Apogeu: 2111 km                                                                                            |                                                   |                                                     |                                                     |                                                   |                                                   |
| 16 de maig            | Black Brant IX                                                                                             | Black Brant IX                                    | White Sands Missile Range                           | White Sands Missile Range                           | NASA                                              | NASA                                              |
| 16 de maig            | SubTec-7                                                                                                   | NASA                                              | Suborbital                                          | Demostració tecnològica                             | 16 de maig                                        | Reeixit                                           |
| 16 de maig            | Apogee: 248 km.                                                                                            |                                                   |                                                     |                                                     |                                                   |                                                   |
| 30 de maig            | ICBM-T2 | ICBM-T2                                           | Ronald Reagan Ballistic Missile Defense Test Site   | Ronald Reagan Ballistic Missile Defense Test Site   | MDA                                               | MDA                                               |
| 30 de maig            | Objectiu FTG-15                                                                                            | MDA                                               | Suborbital                                          | Objectiu de radar                                   | 30 de maig                                        | Reeixit                                           |
| 30 de maig            | Objectiu de míssil balístic per a la seva intercepció                                                      |                                                   |                                                     |                                                     |                                                   |                                                   |
| 30 de maig            | GBI-OBV | GBI-OBV                                           | Vandenberg Air Force Base                           | Vandenberg Air Force Base                           | MDA                                               | MDA                                               |
| 30 de maig            | Interceptor FTG-15                                                                                         | MDA                                               | Suborbital                                          | Vol de prova                                        | 30 de maig                                        | Reeixit                                           |
| 30 de maig            | Interceptor de míssil balístic                                                                             |                                                   |                                                     |                                                     |                                                   |                                                   |
| 14 de juny            | Sabre Zombi (ATACMS)                                                                                       | Sabre Zombi (ATACMS)                              | White Sands                                         | White Sands                                         | NASA                                              | NASA                                              |
| 14 de juny            | | Exèrcit dels EUA                                  | Suborbital                                          | Prova de míssil                                     | 14 de juny                                        | Reeixit                                           |
| 14 de juny            | Apogeu: 80 km?                                                                                             |                                                   |                                                     |                                                     |                                                   |                                                   |
| 22 de juny 9:20       | MRBM | MRBM                                              | Pacific Missile Range Facility                      | Pacific Missile Range Facility                      | MDA                                               | MDA                                               |
| 22 de juny 9:20       | SFTM-02 Target                                                                                             | MDA                                               | Suborbital                                          | Objectiu de radar                                   | 22 de juny                                        | Reeixit                                           |
| 22 de juny 9:20       | Objectiu de míssil balístic per a la seva intercepció                                                      |                                                   |                                                     |                                                     |                                                   |                                                   |
| 22 de juny ~9:20      | SM-3 | SM-3                                              | USS John Paul Jones, Kauai                          | USS John Paul Jones, Kauai                          | MDA                                               | MDA                                               |
| 22 de juny ~9:20      | Interceptor SFTM-02                                                                                        | MDA                                               | Suborbital                                          | Vol de prova                                        | 22 de juny                                        | Error                                             |
| 22 de juny ~9:20      | Interceptor de míssil balístic, va fallar en interceptar l'objectiu                                        |                                                   |                                                     |                                                     |                                                   |                                                   |
| 22 de juny            | Terrier-Improved Orion                                                                                     | Terrier-Improved Orion                            | Wallops Flight Facility                             | Wallops Flight Facility                             | NASA                                              | NASA                                              |
| 22 de juny            | RockOn | University of Colorado                            | Suborbital                                          | Càrregues estudiantils                              | 22 de juny                                        | Reeixit                                           |
| 22 de juny            | Apogeu: 116 km.                                                                                            |                                                   |                                                     |                                                     |                                                   |                                                   |
| 23 de juny            | Hyunmoo-2C                                                                                                 | Hyunmoo-2C                                        | Anheung Test Site                                   | Anheung Test Site                                   | ADD                                               | ADD                                               |
| 23 de juny            | | ADD                                               | Suborbital                                          | Prova de míssil                                     | 17 de març                                        | Reeixit                                           |
| 26 de juny            | RSM-56 Bulava                                                                                              | RSM-56 Bulava                                     | K-535 Yury Dolgorukiy, Mar Blanc                    | K-535 Yury Dolgorukiy, Mar Blanc                    | VMF                                               | VMF                                               |
| 26 de juny            | | VMF                                               | Suborbital                                          | Prova de míssil                                     | 26 de juny                                        | Reeixit                                           |
| 27 de juny            | Black Brant IX                                                                                             | Black Brant IX                                    | White Sands Missile Range                           | White Sands Missile Range                           | NASA                                              | NASA                                              |
| 27 de juny            | CHESS-3 | Universitat de Colorado                           | Suborbital                                          | Demostració tecnològica                             | 27 de juny                                        | Reeixit                                           |
| 29 de juny            | Terrier-Improved Malemute                                                                                  | Terrier-Improved Malemute                         | Wallops Flight Facility                             | Wallops Flight Facility                             | NASA                                              | NASA                                              |
| 29 de juny            | Ampoule Test Launch                                                                                        | NASA                                              | Suborbital                                          | Investigació de la ionosfera                        | 29 de juny                                        | Reeixit                                           |
| 29 de juny            | Apogeu: 190 km.                                                                                            |                                                   |                                                     |                                                     |                                                   |                                                   |
| 3 de juliol           | Hwasong-14                                                                                                 | Hwasong-14                                        | ?                                                   | ?                                                   | Força Estratègica de Coets de Corea               | Força Estratègica de Coets de Corea               |
| 3 de juliol           | ? | Força Estratègica de Coets de Corea               | Suborbital                                          | Prova de míssil                                     | 3 de juliol                                       | Reeixit                                           |
| 3 de juliol           | Apogeu: 2803 km, primera prova confirmada d'un ICBM nord-coreà                                             |                                                   |                                                     |                                                     |                                                   |                                                   |
| 6 de juliol           | VSB-30 | VSB-30                                            | Woomera Test Range                                  | Woomera Test Range                                  | DSTO                                              | DSTO                                              |
| 6 de juliol           | / HiFire-4                                                                                                 | DSTO / Boeing                                     | Suborbital                                          | Demostració tecnològica                             | 6 de juliol                                       | Reeixit                                           |
| 11 de juliol          | IRBM-T1 ?                                                                                                  | IRBM-T1 ?                                         | C-17, Oceà Pacífic                                  | C-17, Oceà Pacífic                                  | MDA                                               | MDA                                               |
| 11 de juliol          | FFT-18 | MDA                                               | Suborbital                                          | Objectiu THAAD                                      | 11 de juliol                                      | Reeixit                                           |
| 11 de juliol          | Apogeu: 500 km, interceptat amb èxit                                                                       |                                                   |                                                     |                                                     |                                                   |                                                   |
| 11 de juliol          | THAAD | THAAD                                             | Kodiak                                              | Kodiak                                              | Exèrcit dels EUA                                  | Exèrcit dels EUA                                  |
| 11 de juliol          | FFT-18 | Exèrcit dels EUA/MDA                              | Suborbital                                          | Prova d'ABM                                         | 11 de juliol                                      | Reeixit                                           |
| 11 de juliol          | Míssil objectiu interceptat, apogeu: 100 km                                                                |                                                   |                                                     |                                                     |                                                   |                                                   |
| 23 de juliol          | B-611 | B-611                                             | Shuangchengzi                                       | Shuangchengzi                                       | PLA                                               | PLA                                               |
| 23 de juliol          | | PLA                                               | Suborbital                                          | Objectiu d'ABM                                      | 23 de juliol                                      | Reeixit                                           |
| 23 de juliol          | Target |                                                   |                                                     |                                                     |                                                   |                                                   |
| 23 de juliol          | DN-3 | DN-3                                              | Jiuquan Satellite Launch Center                     | Jiuquan Satellite Launch Center                     | PLARF                                             | PLARF                                             |
| 23 de juliol          | | PLARF                                             | Suborbital                                          | Prova de míssil                                     | 23 de juliol                                      | Error de llançament                               |
| 27 de juliol          | Simorgh | Simorgh                                           | Semnan                                              | Semnan                                              | ISA                                               | ISA                                               |
| 27 de juliol          | | ISA                                               | Suborbital                                          |                                                     |                                                   |                                                   |
| 28 de juliol          | Hwasong-14                                                                                                 | Hwasong-14                                        | ?                                                   | ?                                                   | Força Estratègica de Coets de Corea               | Força Estratègica de Coets de Corea               |
| 28 de juliol          | ? | Força Estratègica de Coets de Corea               | Suborbital                                          | Prova de míssil                                     | 28 de juliol                                      | Reeixit                                           |
| 28 de juliol          | Apogeu: 3700 km                                                                                            |                                                   |                                                     |                                                     |                                                   |                                                   |
| 29 de juliol          | Momo | Momo                                              | Taiki Aerospace Research Field                      | Taiki Aerospace Research Field                      | Interstellar Technologies                         | Interstellar Technologies                         |
| 29 de juliol          | | Interstellar Technologies                         | Suborbital                                          | Vol de proves                                       | 26 de juny                                        | Error de llançament                               |
| 29 de juliol          | Les comunicacions es van perdre poc després d'un minut de vol, resultant en una apagada sobtada del motor. |                                                   |                                                     |                                                     |                                                   |                                                   |
| 30 de juliol          | eMRBM ? | eMRBM ?                                           | C-17, Oceà Pacífic                                  | C-17, Oceà Pacífic                                  | MDA                                               | MDA                                               |
| 30 de juliol          | FET-01 | MDA                                               | Suborbital                                          | Objectiu THAAD                                      | 30 de juliol                                      | Reeixit                                           |
| 30 de juliol          | Apogeu: 300 km, interceptat amb èxit                                                                       |                                                   |                                                     |                                                     |                                                   |                                                   |
| 30 de juliol          | THAAD | THAAD                                             | Kodiak                                              | Kodiak                                              | Exèrcit dels EUA                                  | Exèrcit dels EUA                                  |
| 30 de juliol          | FET-01 | Exèrcit dels EUA/MDA                              | Suborbital                                          | Prova d'ABM                                         | 30 de juliol                                      | Reeixit                                           |
| 30 de juliol          | Míssil objectiu interceptat, apogeu: 100 km                                                                |                                                   |                                                     |                                                     |                                                   |                                                   |
| 2 d'agost 09:10       | Minuteman-III                                                                                              | Minuteman-III                                     | Vandenberg Air Force Base LF-10                     | Vandenberg Air Force Base LF-10                     | Força Aèria dels EUA                              | Força Aèria dels EUA                              |
| 2 d'agost 09:10       | | Força Aèria dels Estats Units d'Amèrica           | Suborbital                                          | Prova de míssil                                     | 2 d'agost                                         | Reeixit                                           |
| 13 d'agost 09:30      | Terrier-Improved Malemute                                                                                  | Terrier-Improved Malemute                         | Wallops Flight Facility                             | Wallops Flight Facility                             | NASA                                              | NASA                                              |
| 13 d'agost 09:30      | RockSat-X                                                                                                  | NASA                                              | Suborbital                                          | Experiments estudiantils                            | 13 d'agost                                        | Reeixit                                           |
| 13 d'agost 09:30      | Apogeu: 151 km.                                                                                            |                                                   |                                                     |                                                     |                                                   |                                                   |
| 23 d'agost            | DF-4 | DF-4                                              | Taiyuan Satellite Launch Center                     | Taiyuan Satellite Launch Center                     | PLARF                                             | PLARF                                             |
| 23 d'agost            | | PLARF                                             | Suborbital                                          | Prova de míssil                                     | 23 d'agost                                        | Reeixit                                           |
| 29 d'agost            | Hwasong-12                                                                                                 | Hwasong-12                                        | Aeroport Internacional de Pyongyang                 | Aeroport Internacional de Pyongyang                 | Força Estratègica de Coets de Corea               | Força Estratègica de Coets de Corea               |
| 29 d'agost            | | Força Estratègica de Coets de Corea               | Suborbital                                          | Prova de míssil                                     | 29 d'agost                                        | Reeixit                                           |
| 29 d'agost            | Apogeu: 550 km                                                                                             |                                                   |                                                     |                                                     |                                                   |                                                   |
| 29 d'agost            | MRBM-T3 ?                                                                                                  | MRBM-T3 ?                                         | Pacific Missile Range Facility                      | Pacific Missile Range Facility                      | MDA                                               | MDA                                               |
| 29 d'agost            | | MDA                                               | Suborbital                                          | Objectiu d'ABM                                      | 29 d'agost                                        | Reeixit                                           |
| 29 d'agost            | Objectiu FTM-27 E2, interceptat amb èxit per un míssil SM-6 a baixa altitud                                |                                                   |                                                     |                                                     |                                                   |                                                   |
| 9 de setembre 11:34   | Black Brant IX                                                                                             | Black Brant IX                                    | Atol de Kwajalein                                   | Atol de Kwajalein                                   | NASA                                              | NASA                                              |
| 9 de setembre 11:34   | WINDY | NASA                                              | Suborbital                                          | Investigació de la ionosfera                        | 9 de setembre                                     | Reeixit                                           |
| 9 de setembre 11:34   | Apogeu: 409 km.                                                                                            |                                                   |                                                     |                                                     |                                                   |                                                   |
| 9 de setembre 11:39   | Terrier Malemute                                                                                           | Terrier Malemute                                  | Atol de Kwajalein                                   | Atol de Kwajalein                                   | NASA                                              | NASA                                              |
| 9 de setembre 11:39   | WINDY | NASA                                              | Suborbital                                          | Investigació de la ionosfera                        | 9 de setembre                                     | Error parcial                                     |
| 9 de setembre 11:39   | No es van obtenir dades usables.                                                                           |                                                   |                                                     |                                                     |                                                   |                                                   |
| 12 de setembre        | RS-24 Iars                                                                                                 | RS-24 Iars                                        | Plesetsk                                            | Plesetsk                                            | RVSN                                              | RVSN                                              |
| 12 de setembre        | | RVSN                                              | Suborbital                                          | Prova de míssil                                     | 12 de setembre                                    | Reeixit                                           |
| 14 de setembre        | Hwasong-12 (?)                                                                                             | Hwasong-12 (?)                                    | Pyongyang International Airport                     | Pyongyang International Airport                     | Força Estratègica de Coets de Corea               | Força Estratègica de Coets de Corea               |
| 14 de setembre        | | Força Estratègica de Coets de Corea               | Suborbital                                          | Prova de míssil                                     | 14 de setembre                                    | Reeixit                                           |
| 14 de setembre        | Apogeu: 770 km                                                                                             |                                                   |                                                     |                                                     |                                                   |                                                   |
| 17 de setembre        | PTV | PTV                                               | Ronald Reagan Ballistic Missile Defense Test Site   | Ronald Reagan Ballistic Missile Defense Test Site   | Orbital ATK                                       | Orbital ATK                                       |
| 17 de setembre        | Vehicle Patriot objectiu                                                                                   | SMC                                               | Suborbital                                          | Objectiu vehicle                                    | 17 de setembre                                    | Reeixit                                           |
| 17 de setembre        | Objectiu de míssil balístic per a la seva intercepció                                                      |                                                   |                                                     |                                                     |                                                   |                                                   |
| 17 de setembre        | MIM-104 Patriot                                                                                            | MIM-104 Patriot                                   | Ronald Reagan Ballistic Missile Defense Test Site   | Ronald Reagan Ballistic Missile Defense Test Site   | SMC                                               | SMC                                               |
| 17 de setembre        | | SMC                                               | Suborbital                                          | Vol de prova                                        | 17 de setembre                                    | Reeixit                                           |
| 17 de setembre        | Interceptor de míssil balístic                                                                             |                                                   |                                                     |                                                     |                                                   |                                                   |
| 20 de setembre        | RS-24 Iars                                                                                                 | RS-24 Iars                                        | Plesetsk                                            | Plesetsk                                            | RVSN                                              | RVSN                                              |
| 20 de setembre        | | RVSN                                              | Suborbital                                          | Prova de míssil                                     | 20 de setembre                                    | Reeixit                                           |
| 25 de setembre        | Terrier-Oriole                                                                                             | Terrier-Oriole                                    | South Uist, Hebrides                                | South Uist, Hebrides                                | MDA                                               | MDA                                               |
| 25 de setembre        | | DOD                                               | Suborbital                                          | Objectiu de radar                                   | 25 de setembre                                    | Reeixit                                           |
| 25 de setembre        | Objectiu de radar, apogeu: ~100 km?                                                                        |                                                   |                                                     |                                                     |                                                   |                                                   |
| 26 de setembre        | RS-12M Topol                                                                                               | RS-12M Topol                                      | Kapustin Iar                                        | Kapustin Iar                                        | RVSN                                              | RVSN                                              |
| 26 de setembre        | | RVSN                                              | Suborbital                                          | Prova de míssil                                     | 26 de setembre                                    | Reeixit                                           |
| 4 d'octubre 11:45     | Black Brant IX                                                                                             | Black Brant IX                                    | Wallops Flight Facility                             | Wallops Flight Facility                             | NASA                                              | NASA                                              |
| 4 d'octubre 11:45     | ASPIRE | NASA                                              | Suborbital                                          | Demostració tecnològica                             | 4 d'octubre                                       | Reeixit                                           |
| 4 d'octubre 11:45     | Es va provar el paracaigudes de Mars 2020                                                                  |                                                   |                                                     |                                                     |                                                   |                                                   |
| 15 d'octubre          | Terrier-Oriole                                                                                             | Terrier-Oriole                                    | South Uist, Hebrides                                | South Uist, Hebrides                                | MDA                                               | MDA                                               |
| 15 d'octubre          | | DOD                                               | Suborbital                                          | Objectiu                                            | 15 d'octubre                                      | Reeixit                                           |
| 15 d'octubre          | Objectiu de SM-3, apogeu: ~100 km?                                                                         |                                                   |                                                     |                                                     |                                                   |                                                   |
| 15 d'octubre          | SM-3 | SM-3                                              | USS Donald Cook (DDG-75), Hebrides Range            | USS Donald Cook (DDG-75), Hebrides Range            | US Navy                                           | US Navy                                           |
| 15 d'octubre          | | US Navy                                           | Suborbital                                          | Prova d'ABM                                         | 15 d'octubre                                      | Reeixit                                           |
| 15 d'octubre          | FS-17, segon Aegis-Test a l'Atlàntic Nord, intercepció amb èxit, apogeu: ~100 km?                          |                                                   |                                                     |                                                     |                                                   |                                                   |
| 26 d'octubre          | RS-12M Topol                                                                                               | RS-12M Topol                                      | Plessetsk                                           | Plessetsk                                           | RVSN                                              | RVSN                                              |
| 26 d'octubre          | | RVSN                                              | Suborbital                                          | Prova de míssil                                     | 26 d'octubre                                      | Reeixit                                           |
| 26 d'octubre          | RS-28 Sarmat                                                                                               | RS-28 Sarmat                                      | Plessetsk                                           | Plessetsk                                           | RVSN                                              | RVSN                                              |
| 26 d'octubre          | | RVSN                                              | Suborbital                                          | Prova de míssil                                     | 26 d'octubre                                      | Reeixit                                           |
| 26 d'octubre          | R-29R Volna                                                                                                | R-29R Volna                                       | Submarí rus, Mar d'Okhotsk                          | Submarí rus, Mar d'Okhotsk                          | VMF                                               | VMF                                               |
| 26 d'octubre          | | VMF                                               | Suborbital                                          | Prova de míssil                                     | 26 d'octubre                                      | Reeixit                                           |
| 26 d'octubre          | R-29R Volna                                                                                                | R-29R Volna                                       | Submarí rus, Mar d'Okhotsk                          | Submarí rus, Mar d'Okhotsk                          | VMF                                               | VMF                                               |
| 26 d'octubre          | | VMF                                               | Suborbital                                          | Prova de míssil                                     | 26 d'octubre                                      | Reeixit                                           |
| 26 d'octubre          | R-29RMU Sineva                                                                                             | R-29RMU Sineva                                    | Submarí rus, Mar de Barents                         | Submarí rus, Mar de Barents                         | VMF                                               | VMF                                               |
| 26 d'octubre          | | VMF                                               | Suborbital                                          | Prova de míssil                                     | 26 d'octubre                                      | Reeixit                                           |
| 30 d'octubre          | UGM-27 Polaris (STARS)                                                                                     | UGM-27 Polaris (STARS)                            | Barking Sands LC-42                                 | Barking Sands LC-42                                 | Marina dels EUA                                   | Marina dels EUA                                   |
| 30 d'octubre          | CPS FE-1                                                                                                   | Marina dels EUA                                   | Suborbital                                          | Tecnologia                                          | 30 d'octubre                                      | Reeixit                                           |
| 30 d'octubre          | Conventional Prompt Strike Flight Experiment-1, prova de vehicle planador hipersònic amb èxit              |                                                   |                                                     |                                                     |                                                   |                                                   |
| 30 d'octubre 10:00    | Black Brant IX                                                                                             | Black Brant IX                                    | White Sands Missile Range                           | White Sands Missile Range                           | NASA                                              | NASA                                              |
| 30 d'octubre 10:00    | DEUCE | NASA                                              | Suborbital                                          | Astronomia                                          | 30 d'octubre                                      | Error parcial                                     |
| 30 d'octubre 10:00    | El coet Black Brant va tenir un bon rendiment però no es van obtenir dades científiques.                   |                                                   |                                                     |                                                     |                                                   |                                                   |
| 16 de novembre        | Sabre Zombi (ATACMS)                                                                                       | Sabre Zombi (ATACMS)                              | White Sands                                         | White Sands                                         | NASA                                              | NASA                                              |
| 16 de novembre        | | Exèrcit dels EUA                                  | Suborbital                                          | Prova de míssil                                     | 16 de novembre                                    | Reeixit                                           |
| 16 de novembre        | Apogeu: 80 km?                                                                                             |                                                   |                                                     |                                                     |                                                   |                                                   |
| 12 de desembre        | New Shepard                                                                                                | New Shepard                                       | Corn Ranch                                          | Corn Ranch                                          | Blue Origin                                       | Blue Origin                                       |
| 12 de desembre        | Càpsula tripulada New Shepard                                                                              | Blue Origin                                       | Suborbital                                          | Vol de prova                                        | 12 de desembre                                    | Reeixit                                           |
| 12 de desembre        | Prova de vol amb una nova càpsula                                                                          |                                                   |                                                     |                                                     |                                                   |                                                   |
| 26 de desembre 03:30  | RS-12M Topol                                                                                               | RS-12M Topol                                      | Kapustin Iar                                        | Kapustin Iar                                        | RVSN                                              | RVSN                                              |
| 26 de desembre 03:30  | | RVSN                                              | Suborbital                                          | Prova de míssil                                     | 26 de desembre                                    | Reeixit                                           |

## Encontres espacials
| Data (GMT)     | Nau espacial | Esdeveniment            | Comentaris |
| -------------- | ------------ | ----------------------- | --- |
| 2 de febrer    | Juno         | 4t perijove de Júpiter  | Es va prendre la decisió de cancel·lar la maniobra de reducció del període i mantenir-se a una òrbita de 53 dies durant tota la missió a causa de problemes d'un motor. |
| 27 de març     | Juno         | 5è perijove de Júpiter  | |
| 22 d'abril     | Cassini      | 127è sobrevol de Tità   | Apropament màxim: 979 km |
| 19 de maig     | Juno         | 6è perijove de Júpiter  | |
| 11 de juliol   | Juno         | 7è perijove de Júpiter  | |
| 1 de setembre  | Juno         | 8è perijove de Júpiter  | |
| 15 de setembre | Cassini      | Fi de missió            | Entrada destructiva intencionada a l'atmosfera de Saturn |
| 23 de setembre | OSIRIS-REx   | Sobrevol de la Terra    | Assistència gravitatòria per accelerar la sonda cap a la seva destinació                                                                                                |
| 24 d'octubre   | Juno         | 9è perijove de Júpiter  | |
| 16 de desembre | Juno         | 10è perijove de Júpiter | |

## Activitats extravehiculars (EVAs)
| Inici Data/Hora | Duració           | Hora fi | Nau espacial           | Tripulació                             | Comentaris |
| --------------- | ----------------- | ------- | ---------------------- | -------------------------------------- | --- |
| 6 gen 12:23     | 6 hores 31 minuts | 18:54   | Expedició 50 ISS Quest | - Robert S. Kimbrough - Peggy Whitson  | La tripulació va completar la instal·lació de noves bateries al canal d'alimentació 3A de l'estació i després va executar una sèrie de tasques per avançar pel proper EVA. Kimbrough va recopilar fotografies de l'AMS-02, llavors van treure una llum avariada de la finestra de l'armadura S3 i es van encaminar els cables Ethernet a l'armadura Z1. |
| 13 gen 11:22    | 5 hores 58 minuts | 17:20   | Expedició 50 ISS Quest | - Robert S. Kimbrough - Thomas Pesquet | La tripulació va completar la instal·lació de noves bateries al canal d'alimentació 1A de l'estació, i després va executar una sèrie de tasques per avançat. Primer van instal·lar una nova càmera a la Mobile Transporter Relay Assembly, llavors Pesquet va substituir un Worksite Interface Adapter al Canadarm-2 i va recopilar fotografies a l'armadura Z1 i S0, mentre que Kimbrough va retirar 2 passamans del mòdul Destiny. Llavors van recollir un paquet de cobertes i les van portar al mòdul Tranquillity on serien instalal·lats després que el Pressurized Mating Adapter 3 fos traslladat del Node 3 al Node 2. Un cop traslladat, el mecanisme d'atracada comú del PMA cobreix per protegir-lo de l'entorn espacial. |
| 24 mar 11:24    | 6 hores 34 minuts | 17:58   | Expedició 50 ISS Quest | - Robert S. Kimbrough - Thomas Pesquet | Kimbrough va substituir el External Control Zone 2 (EXT-2) Multiplexer-Demultiplexer (MDM) amb un "EPIC MDM" actualitzat i es va preparar el PMA-3 per a la seva reubicació robòtica el diumenge. Pesquet va inspeccionar el Radiator Beam Valve Module per a fuites d'amoníac, després va lubricar una de les Latching End Effectors del Dextre. Kimbrough va substituir un parell de càmeres del mòdul Kibo, i una llum en una de les cistelles CETA. |
| 30 mar 11:29    | 7 hores 4 minuts  | 18:33   | Expedició 50 ISS Quest | - Robert S. Kimbrough - Peggy Whitson  | Kimbrough va substituir el External Control Zone 1 (EXT-1) Multiplexer-Demultiplexer (MDM) amb un "EPIC MDM" actualitzat mentre que Whitson va connectar la telemetria i energia del radiador i el de suport del PMA-3 per ser repressuritzat, llavors va alliberar una sèrie de corretges per alliberar una tapa que protegeix l'APAS. Els astronautes van instal·lar 4 escuts axials al lloc anterior del PMA-3 del mòdul Tranquillity i es van instal·lar cobertes al PMA-3. |
| 12 mai 13:01    | 4 hores 13 minuts | 17:21   | Expedició 51 ISS Quest | - Peggy Whitson - Jack Fischer         | - Retirada i substitució de EXT-1 MDM - Instal·lació de l'antena Lab EWC |
| 23 mai 11:20    | 2 hores 46 minuts | 14:06   | Expedició 51 ISS Quest | - Peggy Whitson - Jack Fischer         | Al llarg d'aquesta planificació precipitada de passeig espacial de ‘contingència’, tan Fischer com Whitson van reemplaçar correctament un multiplexer-demultiplexer (MDM) avariat, i van instal·lar un parell d'antenes a l'estació per millorar la comunicació sense fils per a futurs passeigs espacials. |
| 17 ago 14:36    | 7 hores 34 minuts | 22:10   | Expedició 52 ISS Pirs  | - Fyodor Yurchikhin - Sergey Ryazansky | - Prova d'una versió actualitzada del vestit espacial Orlan, el Orlan MKS - Recuperació del Restavratsiya - Desplegament de 5 satèl·lits petits - Instal·lació del Impakt - Instal·lació de l'adaptador a sensors del Poisk - Reposició del BKDO (БКДО) - Recol·lecció de mostres de prova - Instal·lació de passamans i unitat d'exposició |
| 5 oct 12:05     | 6 hores 55 minuts | 19:00   | Expedició 53 ISS Quest | - Randolph Bresnik - Mark Vande Hei    | - Retirada del LEE-A del SSRMS - Retirada del POA LEE a través de 6 EDF Bolts - Instal·lació del POA LEE com a nou SSRMS LEE-A - Instal·lació de l'antic LEE-A al POA - Encesa i comprovació del SSRMS |
| 10 oct 11:56    | 6 hores 26 minuts | 18:22   | Expedició 53 ISS Quest | - Randolph Bresnik - Mark Vande Hei    | - ESP-1 PFCS girat 90° - CP9 Camera Group R/R - Lubricació del cargol de bola del LEE-A - Retirada de la ranura de POA LEE - Substitució de la lent de la càmera MT - Retirada de passamans (x2) |
| 20 oct 11:47    | 6 hores 49 minuts | 18:36   | Expedició 53 ISS Quest | - Randolph Bresnik - Joseph Acaba      | - Substitució de fusible EOTP del Dextre - Retirada i substitució del LEE-A CLA del Canadarm2 - Instal·lació de càmera HD CP3 - Retirada del MLI dels ORUs (x2) |

## Estadístiques de llançaments orbitals

### Per país
A l'efecte d'aquesta secció, el recompte anual de llançaments orbitals per país assigna a cada vol al país d'origen del coet, no al proveïdor de serveis de llançament o el port espacial. Per exemple, els llançaments Soiuz per Arianespace a Kourou es comptabilitzen a Rússia, perquè Soiuz-2 és un coet rus.
| País | País            | Llançaments | Reeixits | Fracassos | Errors parcials | Comentaris                                             |
| ---- | --------------- | ----------- | -------- | --------- | --------------- | ------------------------------------------------------ |
|      | R.P. de la Xina | 18          | 16       | 1         | 1               |                                                        |
|      | Unió Europea    | 9           | 9        | 0         | 0               |                                                        |
|      | Índia           | 5           | 4        | 1         | 0               |                                                        |
|      | Japó            | 7           | 6        | 1         | 0               |                                                        |
|      | Nova Zelanda    | 1           | 0        | 1         | 0               |                                                        |
|      | Rússia          | 20          | 19       | 1         | 0               | Inclou 2 llançaments Soiuz des de Kourou d'Arianespace |
|      | Ucraïna         | 1           | 1        | 0         | 0               | 1 llançament Zenit des de Baikonur per Roscosmos       |
|      | Estats Units    | 29          | 29       | 0         | 0               |                                                        |
| Món  | Món             | 90          | 84       | 5         | 1               |                                                        |

### Per coet

#### Per família
| Família                | País             | Llançaments | Reeixits | Fracassos | Errors parcials | Comentaris    |
| ---------------------- | ---------------- | ----------- | -------- | --------- | --------------- | ------------- |
| Antares                | Estats Units     | 1           | 1        | 0         | 0               |               |
| Ariane                 | Unió Europea     | 6           | 6        | 0         | 0               |               |
| Atlas                  | Estats Units     | 6           | 6        | 0         | 0               |               |
| Delta                  | Estats Units     | 2           | 2        | 0         | 0               |               |
| Electron               | Nova Zelanda     | 1           | 0        | 1         | 0               | Vol inaugural |
| Falcon                 | Estats Units     | 18          | 18       | 0         | 0               |               |
| H-II (H-IIA and H-IIB) | Japó             | 6           | 6        | 0         | 0               |               |
| Kaituozhe              | R.P. de la Xina  | 1           | 1        | 0         | 0               |               |
| Kuaizhou               | R.P. de la Xina  | 1           | 1        | 0         | 0               |               |
| Llarga Marxa           | R.P. de la Xina  | 16          | 14       | 1         | 1               |               |
| Minotaur               | Estats Units     | 2           | 2        | 0         | 0               |               |
| R-7                    | Rússia           | 15          | 14       | 1         | 0               |               |
| S-Series               | Japó             | 1           | 0        | 1         | 0               |               |
| SLV                    | Índia            | 5           | 4        | 1         | 0               |               |
| Universal Rocket       | Rússia           | 5           | 5        | 0         | 0               |               |
| Vega                   | Unió Europea     | 3           | 3        | 0         | 0               |               |
| Zenit                  | Ucraïna / Rússia | 1           | 1        | 0         | 0               |               |

#### Per tipus
| Coet            | País             | Família          | Llançaments | Reeixits | Fracassos | Fracassos parcials | Comentaris    |
| --------------- | ---------------- | ---------------- | ----------- | -------- | --------- | ------------------ | ------------- |
| Antares 200     | Estats Units     | Antares          | 1           | 1        | 0         | 0                  |               |
| Ariane 5        | Unió Europea     | Ariane           | 6           | 6        | 0         | 0                  |               |
| Atlas V         | Estats Units     | Atlas            | 6           | 6        | 0         | 0                  |               |
| Delta II        | Estats Units     | Delta            | 1           | 1        | 0         | 0                  |               |
| Delta IV        | Estats Units     | Delta            | 1           | 1        | 0         | 0                  |               |
| Falcon 9        | Estats Units     | Falcon           | 18          | 18       | 0         | 0                  |               |
| Electron        | Nova Zelanda     | Electron         | 1           | 0        | 1         | 0                  | Vol inaugural |
| GSLV            | Índia            | SLV              | 1           | 1        | 0         | 0                  |               |
| GSLV Mk III     | Índia            | SLV              | 1           | 1        | 0         | 0                  |               |
| Kaituozhe-2     | R.P. de la Xina  | Kaituozhe        | 1           | 1        | 0         | 0                  | Vol inaugural |
| Kuaizhou        | R.P. de la Xina  | Kuaizhou         | 1           | 1        | 0         | 0                  |               |
| Minotaur IV     | Estats Units     | Minotaur         | 1           | 1        | 0         | 0                  |               |
| Minotaur-C      | Estats Units     | Minotaur         | 1           | 1        | 0         | 0                  |               |
| PSLV            | Índia            | SLV              | 3           | 2        | 1         | 0                  |               |
| H-IIA           | Japó             | H-II             | 6           | 6        | 0         | 0                  |               |
| Llarga Marxa 2  | R.P. de la Xina  | Llarga Marxa     | 6           | 6        | 0         | 0                  |               |
| Llarga Marxa 3  | R.P. de la Xina  | Llarga Marxa     | 5           | 4        | 0         | 1                  |               |
| Llarga Marxa 4  | R.P. de la Xina  | Llarga Marxa     | 2           | 2        | 0         | 0                  |               |
| Llarga Marxa 5  | R.P. de la Xina  | Llarga Marxa     | 1           | 0        | 1         | 0                  |               |
| Llarga Marxa 6  | R.P. de la Xina  | Llarga Marxa     | 1           | 1        | 0         | 0                  |               |
| Llarga Marxa 7  | R.P. de la Xina  | Llarga Marxa     | 1           | 1        | 0         | 0                  |               |
| Proton          | Rússia           | Universal Rocket | 4           | 4        | 0         | 0                  |               |
| SS-520          | Japó             | S-Series         | 1           | 0        | 1         | 0                  |               |
| Soiuz           | Rússia           | R-7              | 5           | 5        | 0         | 0                  |               |
| Soiuz-2         | Rússia           | R-7              | 10          | 9        | 1         | 0                  |               |
| Rockot (UR-100) | Rússia           | Universal Rocket | 1           | 1        | 0         | 0                  |               |
| Vega            | Unió Europea     | Vega             | 3           | 3        | 0         | 0                  |               |
| Zenit-3         | Ucraïna / Rússia | Zenit            | 1           | 1        | 0         | 0                  |               |

#### Per configuració
| Coet                      | País             | Tipus          | Llançaments | Reeixits | Fracassos | Fracassos parcials | Comentaris    |
| ------------------------- | ---------------- | -------------- | ----------- | -------- | --------- | ------------------ | ------------- |
| Antares 230               | Estats Units     | Antares 200    | 1           | 1        | 0         | 0                  |               |
| Ariane 5 ECA              | Unió Europea     | Ariane 5       | 5           | 5        | 0         | 0                  |               |
| Ariane 5 ES               | Unió Europea     | Ariane 5       | 1           | 1        | 0         | 0                  |               |
| Atlas V 401               | Estats Units     | Atlas V        | 4           | 4        | 0         | 0                  |               |
| Atlas V 421               | Estats Units     | Atlas V        | 1           | 1        | 0         | 0                  |               |
| Atlas V 541               | Estats Units     | Atlas V        | 1           | 1        | 0         | 0                  |               |
| Delta II 7920             | Estats Units     | Delta II       | 1           | 1        | 0         | 0                  | Vol final     |
| Delta IV Medium+ (5,4)    | Estats Units     | Delta IV       | 1           | 1        | 0         | 0                  |               |
| Electron                  | Nova Zelanda     | Electron       | 1           | 0        | 1         | 0                  | Vol inaugural |
| Falcon 9 Full Thrust      | Estats Units     | Falcon 9       | 14          | 14       | 0         | 0                  |               |
| Falcon 9 Block 4          | Estats Units     | Falcon 9       | 4           | 4        | 0         | 0                  | Vol inaugural |
| GSLV Mk II                | Índia            | GSLV           | 1           | 1        | 0         | 0                  |               |
| GSLV Mk III               | Índia            | GSLV Mk III    | 1           | 1        | 0         | 0                  |               |
| H-IIA 202                 | Japó             | H-IIA          | 4           | 4        | 0         | 0                  |               |
| H-IIA 204                 | Japó             | H-IIA          | 2           | 2        | 0         | 0                  |               |
| Kaituozhe-2               | R.P. de la Xina  | Kaituozhe      | 1           | 1        | 0         | 0                  | Vol inaugural |
| KZ-1A                     | R.P. de la Xina  | Kuaizhou       | 1           | 1        | 0         | 0                  |               |
| Llarga Marxa 2C           | R.P. de la Xina  | Llarga Marxa 2 | 3           | 3        | 0         | 0                  |               |
| Llarga Marxa 2D           | R.P. de la Xina  | Llarga Marxa 2 | 3           | 3        | 0         | 0                  |               |
| Llarga Marxa 3B           | R.P. de la Xina  | Llarga Marxa 3 | 5           | 4        | 0         | 1                  |               |
| Llarga Marxa 4B           | R.P. de la Xina  | Llarga Marxa 4 | 1           | 1        | 0         | 0                  |               |
| Llarga Marxa 4C           | R.P. de la Xina  | Llarga Marxa 4 | 1           | 1        | 0         | 0                  |               |
| Llarga Marxa 5            | R.P. de la Xina  | Llarga Marxa 5 | 1           | 0        | 1         | 0                  |               |
| Llarga Marxa 6            | R.P. de la Xina  | Llarga Marxa 6 | 1           | 1        | 0         | 0                  |               |
| Llarga Marxa 7            | R.P. de la Xina  | Llarga Marxa 7 | 1           | 1        | 0         | 0                  |               |
| Minotaur IV / Orion 38    | Estats Units     | Minotaur IV    | 1           | 1        | 0         | 0                  |               |
| Minotaur-C                | Estats Units     | Minotaur-C     | 1           | 1        | 0         | 0                  |               |
| Proton-M / Briz-M         | Rússia           | Proton         | 4           | 4        | 0         | 0                  |               |
| PSLV-XL                   | Índia            | PSLV           | 3           | 2        | 1         | 0                  |               |
| Rókot / Briz-KM           | Rússia           | UR-100         | 1           | 1        | 0         | 0                  |               |
| SS-520                    | Japó             | S-Series       | 1           | 0        | 1         | 0                  | Vol inaugural |
| Soiuz 2.1a o STA          | Rússia           | Soiuz-2        | 2           | 2        | 0         | 0                  |               |
| Soiuz 2.1a o STA / Fregat | Rússia           | Soiuz-2        | 2           | 2        | 0         | 0                  |               |
| Soiuz 2.1b o STB / Fregat | Rússia           | Soiuz-2        | 5           | 4        | 1         | 0                  |               |
| Soiuz 2.1v / Volga        | Rússia           | Soiuz-2        | 1           | 1        | 0         | 0                  |               |
| Soiuz-FG                  | Rússia           | Soiuz          | 4           | 4        | 0         | 0                  |               |
| Soiuz-U                   | Rússia           | Soiuz          | 1           | 1        | 0         | 0                  | Vol final     |
| Vega                      | Unió Europea     | Vega           | 3           | 3        | 0         | 0                  |               |
| Zenit-3F                  | Ucraïna / Rússia | Zenit          | 1           | 1        | 0         | 0                  |               |

### Per zona de llançament
| Lloc          | País            | Llançaments | Reeixits | Fracassos | Fracassos parcials | Comentaris        |
| ------------- | --------------- | ----------- | -------- | --------- | ------------------ | ----------------- |
| Baikonur      | Kazakhstan      | 13          | 13       | 0         | 0                  |                   |
| Cap Canaveral | Estats Units    | 7           | 7        | 0         | 0                  |                   |
| Jiuquan       | R.P. de la Xina | 6           | 6        | 0         | 0                  |                   |
| Kennedy       | Estats Units    | 12          | 12       | 0         | 0                  |                   |
| Kourou        | França          | 11          | 11       | 0         | 0                  |                   |
| Mahia         | Nova Zelanda    | 1           | 0        | 1         | 0                  | Primer llançament |
| MARS          | Estats Units    | 1           | 1        | 0         | 0                  |                   |
| Plessetsk     | Rússia          | 5           | 5        | 0         | 0                  |                   |
| Satish Dhawan | Índia           | 5           | 4        | 1         | 0                  |                   |
| Taiyuan       | R.P. de la Xina | 2           | 2        | 0         | 0                  |                   |
| Tanegashima   | Japó            | 6           | 6        | 0         | 0                  |                   |
| Uchinoura     | Japó            | 1           | 0        | 1         | 0                  |                   |
| Vandenberg    | Estats Units    | 9           | 9        | 0         | 0                  |                   |
| Vostotxni     | Rússia          | 1           | 0        | 1         | 0                  |                   |
| Wenchang      | R.P. de la Xina | 2           | 1        | 1         | 0                  |                   |
| Xichang       | R.P. de la Xina | 8           | 7        | 0         | 1                  |                   |

### Per òrbita
| Règim orbital               | Llançaments | Assolits | No assolits | Assolits accidentalment | Comentaris |
| --------------------------- | ----------- | -------- | ----------- | ----------------------- | --- |
| Transatmosfèric             | 0           | 0        | 0           | 0                       | |
| Terrestre Baixa             | 51          | 48       | 3           | 0                       | incloent 13 a l'EEI, 1 al Tiangong-2                                                                                |
| Geosíncrona / transferència | 33          | 30       | 3           | 0                       | |
| Terrestre Mitjana           | 3           | 3        | 0           | 1                       | IRNSS-1H no es va separar del segon tram del coet, i es va quedar en una òrbita el·líptica amb un apogeu de 6000 km |
| Terrestre Alta              | 3           | 3        | 0           | 0                       | incloent òrbites altament el·líptiques i de Tundra                                                                  |